# كريس بيرد (مغني)
كريس بيرد (بالإنجليزية: Chris Beard)‏ هو مغني وكاتب أغاني أمريكي، ولد في 29 أغسطس 1957 في روتشستر في الولايات المتحدة.

## وصلات خارجية
- الموقع الرسمي